# 拉維尼亞 (聖保羅州)
拉維尼亞（葡萄牙語：Lavínia）是一個位於巴西聖保羅州的市鎮。2015年估計，阿梅里科迪坎波斯約有10,590人、面積約為538平方公里、 海拔約458公尺。此處主要的經濟活動為生產咖啡。